# Euphorbia nereidum
Euphorbia nereidum är en törelväxtart som beskrevs av Émile Jahandiez och René Charles Maire. Euphorbia nereidum ingår i släktet törlar, och familjen törelväxter. IUCN kategoriserar arten globalt som sårbar.
Artens utbredningsområde är Marocko. Inga underarter finns listade i Catalogue of Life.